# Suprovat Chakravarty
Suprovat Chakravarty (ur. 28 października 1931, zm. 24 grudnia 2015 w Kolkacie) – indyjski kolarz. Reprezentant Indii na Letnich Igrzyskach Olimpijskich 1952 w Helsinkach. Na igrzyskach uczestniczył: w wyścigu indywidualnym ze start wspólnego, w którym nie ukończył wyścigu; w wyścigu indywidualnym na czas na dystansie 1000 metrów, w którym był ostatni oraz w jeździe drużynowej, w której ekipa z Indii w składzie: Netai Bysack, Suprovat Chakravarty, Raj Kumar Mehra, Tarit Kumar Sett zajęła ostatnie 22. miejsce.